# کارو امرالد
کارو امرالد (به انگلیسی: Caro Emerald) با نام کامل کارولین اسمرالدا ون در لیو (به انگلیسی: Caroline Esmeralda van der Leeuw)(زاده ۲۶ آوریل ۱۹۸۱) خواننده هلندی است.
از کارهای معروف او می‌توان به ترانه گیرافتاده اشاره کرد.